# Пергам
Перга́м (Пергамо́н, др.-греч. Πέργᾰμον, от пра-и.е. *bʰerǵʰ- «высокий») — античный город в исторической области Мизия на западе Малой Азии, бывший центр влиятельного государства династии Атталидов. Основан в XII веке до н. э. выходцами из материковой Греции. Современное название города — Бергама, это название было получено после попадания города под власть турок в XIV веке, сам город расположен в 26 км от Эгейского моря на мысе на северном берегу реки Каик (современное название Бакыр). Многие остатки его памятников всё ещё можно увидеть, и особенно шедевр города — Пергамский алтарь.
В период 283—133 годов до н. э. столица Пергамского царства. Наивысшего расцвета достиг при Евмене I (263—241 годы до н. э.) и Евмене II (197—159 годы до н. э.); представлял собой один из крупнейших экономических и культурных центров эллинистического мира. Его раннехристианская церковь фигурирует в Откровении Иоанна Богослова как одна из семи церквей Апокалипсиса. 
Древний акрополь находится на вершине андезитовой горы высотой 335 метров. Эта гора резко обрывается с северной, западной и восточной сторон, но три естественные террасы на южной стороне обеспечивают маршрут к вершине. К западу от акрополя через город протекает река Салинас (современная Бергамачай), в то время как река Тецетиус (современная Кестельсай) протекает на востоке.
Пергам был внесен в список Всемирного наследия ЮНЕСКО в 2014 году.

## История

### Древнегреческий период
В древнегреческой мифологии Пергам был основан сыном Андромахи и Гелена (братом Гектора, первого мужа Андромахи). Новорождённый был наречён Пергамом в память о Троянской цитадели, которая называлась Пергам. После смерти Гелена Пергам с Андромахой переселились в Малую Азию, где Пергам основал новый город, получивший название по имени своего основателя.
О заселении Пергама можно судить ещё по архаическому периоду, благодаря скромным археологическим находкам, особенно фрагментам керамики, привезённой с запада, в частности из Восточной Греции и Коринфа, которые датируются концом VIII века до нашей эры. Более раннее заселение города в бронзовом веке не до конца доказано, поскольку в окрестностях найдено немного каменных орудий труда того периода.
Самое раннее упоминание о Пергаме в литературных источниках встречается в «Анабазисе» Ксенофонта, поскольку поход десяти тысяч человек под командованием Ксенофонта завершился в Пергаме в 400/399 году до н.э. Ксенофонт передал остатки своих греческих войск (около 5000 человек, согласно Диодору) в распоряжение Фиброна, который планировал экспедицию против персидских сатрапов Тиссаферна и Фарнабаза в марте 399 года до нашей эры. В это время Пергам находился во владении семьи Гонгилоса из Эретрии, грека, благосклонно относившегося к империи Ахеменидов, который нашёл убежище в Малой Азии и получил Пергам от Ксеркса I, а Ксенофонт был принят его вдовой Элладой.
В 362 году до н.э. Ерванд I, сатрап Мисии, использовал Пергам в качестве своей базы для неудачного восстания против Персидской империи. Только при Александре Македонском Пергам и его окрестности вышли из-под контроля персов. От доэллинистического города осталось немного следов, поскольку в последующий период рельеф местности сильно изменился, а строительство широких террас потребовало сноса почти всех более ранних сооружений. Части храма Афины, а также стены и фундамент алтаря в святилище Деметры относятся к IV веку до н.э.
- Возможно, на реверсе монеты изображён греческий правитель Гонгил Эретрийский в персидской шапке, правитель Пергама во времена империи Ахеменидов. Пергам, Мисия, около 450 года до н. э. Название города «ПЕРГ» впервые встречается на этой чеканке и является первым свидетельством происхождения названия города[10].
- Чеканка монет Ерванда, ахеменидского сатрапа Мисии (включая Пергам), Адрамитейона. Около 357-352 BC

### Эллинистический период
Лисимах, царь Фракии, завладел городом в 301 году до н.э., и его наместник Филетер расширил его владения. В 281 году до н.э. Фракийское царство распалось, и Филетер стал независимым правителем, основав династию Атталидов. Его семья правила Пергамом с 281 по 133 год до н.э.: Филетер 281–263 годы до н.э.; Эвмен I 263–241 годы до н.э.; Аттал I Сотер 241–197 годы до н.э.; Эвмен II 197–159 годы до н.э.; Аттал II 159–138 годы до н.э.; и Аттал III 138–133 годы до н.э.. Филетер контролировал только Пергам и его ближайшие окрестности, но при Эвмене I город приобрёл много новых территорий. В частности, после битвы при Сардах в 261 году до н.э. против Антиоха I Эвмен смог захватить территорию вплоть до побережья и немного вглубь от моря. Несмотря на увеличение своих владений, Эвмен не принял царского титула. В 238 году его преемник Аттал I разгромил галатов, которым Пергам платил дань при Эвмене I. После этого Аттал провозгласил себя лидером полностью независимого Пергамского царства.
Атталиды стали одними из самых преданных сторонников Рима в эллинистическом мире. Аттал I заключил союз с Римом против Филиппа V Македонского во время первой и второй Македонских войн. Во время Антиоховой войны Пергам присоединился к коалиции римлян против Антиоха III и был награждён почти всеми бывшими владениями Селевкидов в Малой Азии по Апамейскому миру в 188 году до нашей эры. Таким образом, территории государства достигли своих наибольших размеров. Эвмен II снова поддержал Рим в Третьей Македонской войне, но до римлян дошли слухи о том, что он ведёт тайные переговоры с их противником Персеем Македонским. На этом основании Рим отказал Пергаму в какой-либо награде и попытался заменить Эвмена будущим Атталом II, который отказался сотрудничать. Эти инциденты стоили Пергаму привилегированного статуса в глазах римлян, которые не предоставили ему больше территории.
Тем не менее, при братьях Эвмене II и Аттале II Пергам достиг своего расцвета и был перестроен с монументальным размахом. Он сохранял те же размеры в течение длительного времени после воцарения Филетера и занимал площадь около 21 гектара. После 188 года до нашей эры была построена новая массивная городская стена длиной 4 километра, окружавшая территорию площадью около 90 гектаров. Целью Атталидов было создание вторых Афин, культурного и художественного центра греческого мира. Они перестроили свой Акрополь по образцу Афинского, а Пергамская библиотека была известна как вторая после Александрийской. Пергам был также процветающим центром производства пергамента, название которого является искаженным от pergamenos, что означает «из Пергама». Согласно легенде, переданной Плинием Варрским, изобретение пергамента состоялось в Пергаме вследствие запрета египетских Птолемеев на вывоз папируса. Однако история о том, что пергамент был изобретён пергамцами, чтобы обойти монополию Птолемеев на производство папируса, не соответствует действительности. На самом деле пергамент использовался в Анатолии и других местах задолго до возвышения Пергама.
Сохранившиеся эпиграфические документы показывают, как Атталиды поддерживали рост городов, посылая в них квалифицированных ремёсленников и регулируя налоги. Они позволили греческим городам в своих владениях сохранять номинальную независимость и посылали подарки греческим культурным объектам, таким как храмы в Дельфах, Дилосах и Афинах. Два брата, Эвмен II и Аттал II, проявили самую характерную черту Атталидов: ярко выраженное чувство семьи без соперничества или интриг, что было редкостью среди эллинистических династий. Аттал II носил эпитет «Филадельф», «тот, кто любит своего брата», а его отношения с Эвменом II сравнивались с гармонией между мифическими братьями Клеобисом и Битоном.
Когда Аттал III умер, не оставив наследника, в 133 году до нашей эры, он завещал весь Пергам Риму. Это было оспорено Аристоником, который утверждал, что является братом Аттала III, и возглавил вооружённое восстание против римлян с помощью Гая Блоссия, известного философа-стоика. Некоторое время он пользовался успехом, убив римского консула Публия Лициния Красса и разбив его армию, но в 129 году до н.э. он потерпел поражение от консула Марка Перперны. Царство Атталидов было разделено между Римом, Понтом и Каппадокией, а большая часть его территории стала новой римской провинцией Азия. Сам город был объявлен свободным и некоторое время служил столицей провинции, прежде чем административный центр был перенесён в Эфес.

### Римский период
В 88 году до н.э. Митридат VI Евпатор сделал Пергам своей ставкой в своей первой войне против Рима, в которой потерпел поражение. Победившие римляне лишили Пергам всех его привилегий и статуса свободного города. Отныне город должен был платить налоги, размещать и снабжать римские легионы, а имущество многих жителей было конфисковано. Импортные товары из Пергама были одним из предметов роскоши, которыми пользовался Луций Лициний Лукулл. Представители пергамской аристократии, особенно Диодор Паспар в 70-х годах до нашей эры, использовали свои владения для поддержания хороших отношений с Римом, а также активно вкладывали свои средства для развития самого города. Многочисленные почётные надписи указывают на деятельность Паспара и его исключительное положение в Пергаме в то время.
Пергам по-прежнему оставался знаменитым городом и был резиденцией конвента (регионального собрания). Местный неократ, которого специально учредил Октавиан Август, стал первым проявлением имперского культа в провинции Азия. Плиний Старший называет этот город самым важным в провинции, и местная аристократия продолжала входить в высшие круги власти в I веке нашей эры, как, например, Гай Анций Авл Юлий Квадрат, который был консулом в 94 и 105 годах.
Однако только при Траяне и его преемниках была проведена масштабная реконструкция, в результате которой у подножия Акрополя была перестроена вся застройка города. Город был первым в провинции, получившим второго неокората от Траяна в 113/4 году н.э. Адриан перенёс в город административный центр провинции в 123 году и тем самым возвысил его над местными соперниками, Эфесом и Смирной. Была осуществлена амбициозная строительная программа: были построены массивные храмы, стадион, театр, огромный форум и амфитеатр. Кроме того, в черте города был расширен храм Асклепия (греческого божества врачевания) и превратился в роскошный спа-центр. Слава этого святилища росла, и оно считалось одним из самых известных лечебных центров римского мира.
В середине II века Пергам был одним из крупнейших городов провинции и насчитывал около 200 000 жителей. Гален, самый знаменитый врач древности после Гиппократа, родился в Пергаме и получил своё первое образование в Асклепионе. В начале III века Каракалла даровал городу третьего неокората, но к тому времени город уже начал приходить в упадок. Экономическое могущество Пергама пошатнулось во время кризиса III века, так как город сильно пострадал во время землетрясения в 262 году и вскоре после этого был разграблен готами. В эпоху поздней античности здесь наблюдался ограниченный экономический подъём.
Пергам упоминается в Новом Завете: в нём, согласно Иоанну Богослову, — одна из семи церквей Апокалипсиса, где расположен «престол сатаны» (Откр. 2:13).

### Ромейский период
В 663/4 году Пергам был впервые захвачен арабами. В результате продолжающейся арабской угрозы территория города уменьшилась вплотную к акрополю, который император Констант II (правил в 641–668 гг.) укрепил стеной толщиной 6 метров построенной в том числе из сполий.
В VII веке город стал частью Фракийской темы, а со времён Льва VI Мудрого (правил в 886–912 годах) – частью фемы Самоса. Источники VII века свидетельствуют о появлении армянской общине в Пергаме, вероятно, сформированной из беженцев, спасшихся от мусульманских завоеваний; эта община произвела на свет императора Филиппика (правил в 711–713 годах). В 716 году Пергам был разграблен войсками Масламы ибн Абд аль-Малика. Он был вновь отстроен и укреплён после того, как арабы прекратили осаду Константинополя в 717–718 годах.
Пергам пострадал от вторжения сельджуков в Западную Анатолию после битвы при Манцикерте в 1071 году. Нападения в 1109 и 1113 годах в причинили большой урон городу, который был восстановлен императором Мануилом I Комнином (правил в 1143–1180 годах) около 1170 года. Он стал центром новой фемы Неокастры, основанной Мануилом. При Исааке II Ангеле (правил в 1185–1195 годах) Пергамская митрополия была возвышена по статусу над Эфесской митрополией.
После разграбления Константинополя латинянами в 1204 году во время Четвёртого крестового похода Пергам стал частью Никейской империи. Когда император Феодор II Ласкарис (правил в 1254–1285 годах) посетил Пергам в 1250 году, ему показали дом Галена, он также обратил внимание на то, что театр был сильно разрушен, и, за исключением крепостных стен, на которые он обратил некоторое внимание, только своды над Красной базиликой показались ему достойными внимания. Памятники Атталидов и римлян к этому времени превратились лишь в разграбленные руины.

### Турецкий период
Основание тюркского бейлика Карасы около 1297 года и его прорыв к проливу Дарданеллы отрезало ромейский Пергам от сухопутного сообщения с Прусой, Никеей, Никомедией и Константинополем. Фактически с этого момента оставшиеся греческие жители города живут в условиях голода и антисанитарии, так как кочевые турки взяли сам город в осаду, а все сельскохозяйственные угодья в его окрестностях были уничтожены. Резко возросла и детская смертность от инфекций, о чём свидетельствуют раскопки православных кладбищ. Сам город по-видимому окончательно пал в 1315 году, получив от турков новое название — Бергама, тогда же город стал столицей бейлика. Сами турки также отчасти перешли на оседлость. Но и в 1337 году, по свидетельству Ибн-Батутты город по-прежнему лежал в руинах, и лишь только крепость на вершине его холма поддерживалась турками в рабочем состоянии ввиду своей стратегической важности. Православное население резко сократилось, его остатки были обращены в рабство. Турки разрешали оставшимся православным рабам продолжать пользоваться христианским кладбищем. Количество смертей во младенчестве от инфекций среди оставшихся греков при этом сократилось, но увеличилось среди греческих подростков, которых турки теперь активно эксплуатировали в качестве рабов.
В 1337 году, бейлик Карасы был покорён османами. В рамках Pax Ottomana, османы сделали попытку возродить город, поощряя его торговые связи с окружающими регионами и способствуя поставкам продовольствия в него. Несмотря на различные притеснения, православные греки продолжали составлять большинство населения города, вплоть до обмена населения между Грецией и Турцией в 1923 году.
Раскопки Пергама велись немецкими археологами Карлом Хуманом и Эрнстом Курциусом в 1878—1886, 1900—1906 и последующие годы. На равнине сохранились руины римского города, среди которых выделяется Красная базилика «славных императоров».

## Достопримечательности
Эллинистический Пергам был окружён мощной стеной с так называемыми Воротами Евмена. Над городом господствовал акрополь (возведён в основном Эвменом II), расположенный в динамически-живописной композиции на террасах; на верхних площадках находились дворцы пергамских царей, арсенал и Траянеум, несколько ниже — святилище Афины Никефоры. Рядом с последним во 2-й половине III века до н. э. были установлены замечательные по своей реалистической выразительности статуи, в том числе изображения галлов (скульптор Эпигон, известны в мраморных римских копиях (Умирающий галл и Галл Людовицов)). Одним из наиболее заметных сооружений был также комплекс алтаря Зевса (II век до н. э.).
Другие городские достопримечательности — библиотека, храм Деметры (III век до н. э.), театр (II век до н. э.); кроме того, одним из наиболее выдающихся сооружений был славившийся на весь античный мир Асклепиум.
В Пергаме обнаружены одни из древнейших душевых кабин. Развалины целого комплекса душевых (начало II века до н. э.) найдены при раскопках гимнасия. Здесь использовались семь уровней душевых установок. Вода лилась на людей сверху из магистральной системы, а затем текла в другое купальное помещение, доходя до последнего, откуда попадала в отводную систему.
- Руины храма Траяна
- Античный театр в Пергаме
- «Умирающий галл». Реплика скульптуры из Пергама. Капитолийский музей, Рим
- «Фавн Барберини» пергамской школы (найден в Риме). Глиптотека, Мюнхен
- Большой алтарь Зевса. Реконструкция. Пергамский музей, Берлин.